# Achene
Achene è un cognome di lingua sarda.

## Varianti
Achena, Assene.

## Origine e diffusione
Cognome tipicamente sardo, è presente prevalentemente a Cagliari e Nuoro.
Potrebbe essere una variante di origine spagnola del cognome Atzeni.